# Croya
Croya ist ein Ortsteil der Gemeinde Parsau im Osten des niedersächsischen Landkreises Gifhorn. 

## Geographie
Croya liegt unmittelbar nördlich des Vorsfelder Werders, von dem es durch den Landgraben getrennt ist, der nach Osten zum Niedermoorgebiet Drömling führt. Unmittelbar südwestlich davon liegt der Ortsteil Ahnebeck, an den sich wiederum südwestlich der Ort Parsau anschließt. Weitere umliegende Ortschaften sind Bergfeld, Tülau-Fahrenhorst, Zicherie und Kaiserwinkel. Croya erstreckt sich im Wesentlichen entlang der B 244 („Im Dorfe“) und der davon abzweigenden Kreisstraße 91 nach Tülau („Alte Bahnhofsstraße“). 
Croya liegt rund 66 Meter über Normalnull und hat 406 Einwohner. Neben einigen landwirtschaftlich geprägten Gebäuden im Osten des Ortes besteht Croya überwiegend aus modernen Wohnhäusern. Ein nach 2000 bebautes Wohngebiet liegt am Westrand des Dorfes am „Croyaer Meer“, einem See, der die Hinterlassenschaft eines früheren Kalksandsteinwerks ist. Die Umgebung ist ländlich geprägt mit Acker- und Mischwaldflächen.

## Geschichte

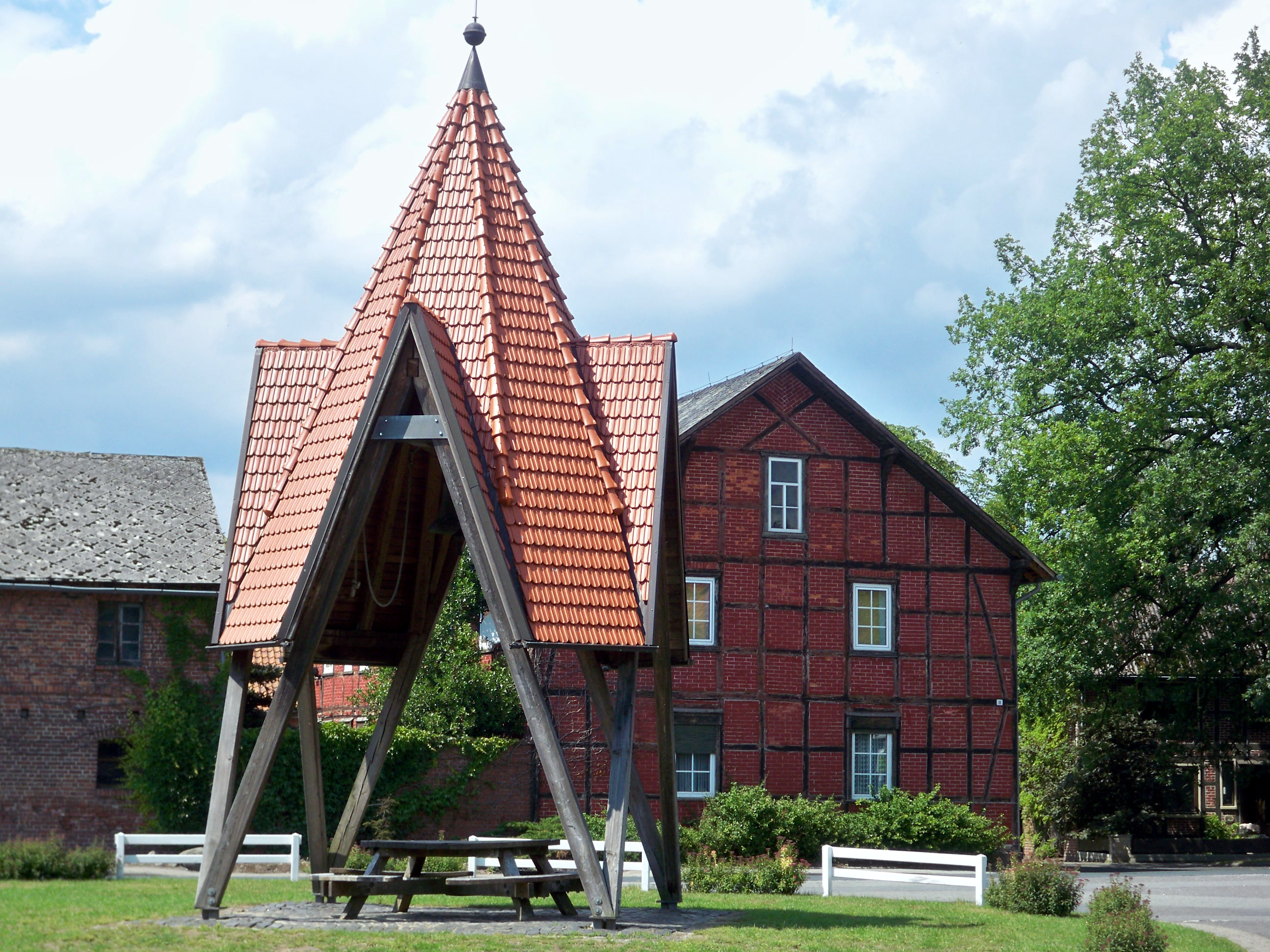
Glockenturm

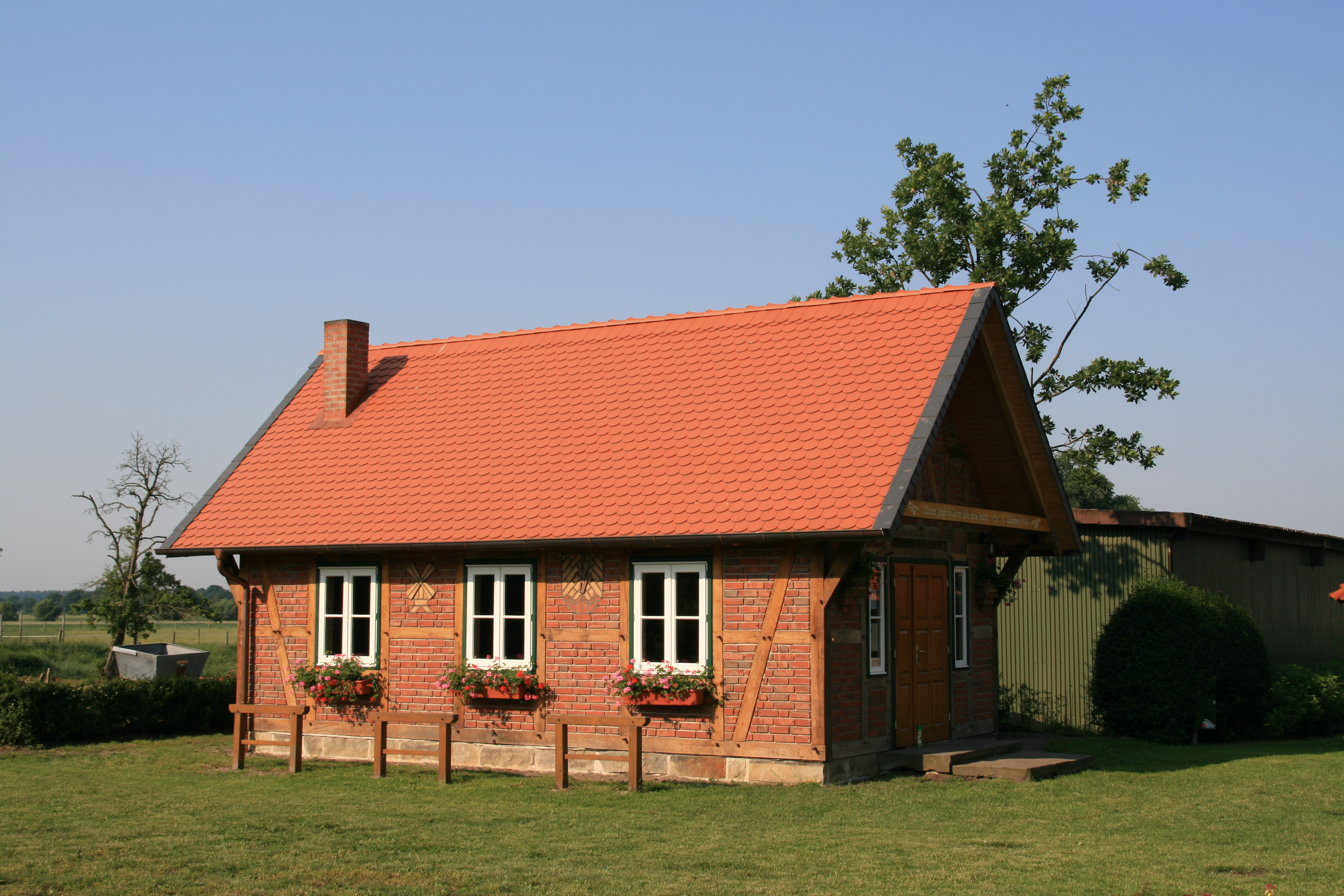
Backhaus in der Ortsmitte

Croya wurde in der wendischen Zeit als Rundling gegründet. 1310 wurde der Ort in einem Dokument des Adelsgeschlechts Knesebeck als Croge erwähnt. Der Name ist eine vormalige Flurbezeichnung und stammt vom Altslawischen kroj „Rand, Grenze“, also etwa „Flur am Rande der Geest“.
1495 wird in einem Vertrag des Ludolff von dem Knesebeck de wüste Dorpstede Croyge, vor dem Antbek belegen, erwähnt, in der er drei Bauernhöfe und eine Kate an Mitglieder der Familie von Bartensleben verkauft. Bis in das 17. Jahrhundert blieb der Name Croge oder Croye. Auch im 16. und 17. Jahrhundert lag der Ort fast wüst, ehe er erneut als Rundlingsdorf wieder aufgebaut wurde. Croya gehörte damals zum Fürstentum Lüneburg, während Ahnebeck braunschweigisch war. Der Rundling wurde schrittweise aufgelöst, die niedersächsischen Hallenhäuser abgerissen.
Von 1810 bis 1813, während der Franzosenzeit, gehörte Croya zum Kanton Wittingen im Distrikt Salzwedel, im Departement der Elbe des Königreiches Westphalen. Um 1850 wurde das adelige Gericht Brome, zu dem auch Croya gehörte, aufgehoben und in das Amt Knesebeck eingegliedert. Bei der Verwaltungsreform von 1859 wurde das Amt Knesebeck dem Amt Isenhagen angeschlossen, aus dem 1885 der Kreis Isenhagen wurde.
1884 wurde in Croya eine Stärkefabrik gegründet, 1911 in der Nähe des 1909 eingeweihten Bahnhofs ein Kalksandsteinwerk errichtet. 1920 wurde Croya an das Stromnetz angeschlossen, 1930 wurde der Gasthof an die gegenüberliegende Straßenseite verlegt. 1932 kam Croya aus dem zu diesem Zeitpunkt aufgelösten Kreis Isenhagen in den Landkreis Gifhorn, dem es heute noch angehört.
Am 11. April 1945 nahmen amerikanische Truppen Croya ein. Infolge der Flucht und Vertreibung Deutscher aus Mittel- und Osteuropa von 1945–1950 hatte sich die Einwohnerzahl von Croya von 198 (1939) auf 412 (1950) vergrößert.
1965 wurde die Stärkefabrik an die Dr. August Oetker KG verkauft und kurz danach stillgelegt und abgerissen.
Am 30. Juni 1966 wurde die Gemeinde Croya ein Teil der 1965 gegründeten Samtgemeinde Brome. Am 1. Juli 1972 wurde Croya in die Gemeinde Parsau eingegliedert. Die Gemeinde Parsau gehörte fortan zur Samtgemeinde Rühen. Am 1. März 1974 wurde die Samtgemeinde Rühen aufgelöst. Am 15. März 1974 beschloss die Gemeinde Parsau, sich der Samtgemeinde Brome anzuschließen, so dass Croya seither erneut dieser Samtgemeinde angehört.
1975 wurde der Beregnungsverband Croya gegründet, 1984 das heutige Feuerwehrhaus erbaut. Das Kalksandsteinwerk wurde 1988 geschlossen. 1999 wurde im Ortszentrum ein Glockenturm mit einer Glocke errichtet, und 2005 ein daneben stehendes Backhaus eingeweiht.

### Einwohnerentwicklung
| Jahr      | 1815 | 1821 | 1848 | 1871 | 1905 | 1925 | 1939 | 1950 | 1961 | 1971 | 1985 | 2011 | 2019 |
| --------- | ---- | ---- | ---- | ---- | ---- | ---- | ---- | ---- | ---- | ---- | ---- | ---- | ---- |
| Einwohner | 84   | 77   | 104  | 129  | 194  | 191  | 198  | 412  | 274  | 260  | 269  | 401  | 392  |

## Wirtschaft und Infrastruktur

### Unternehmen

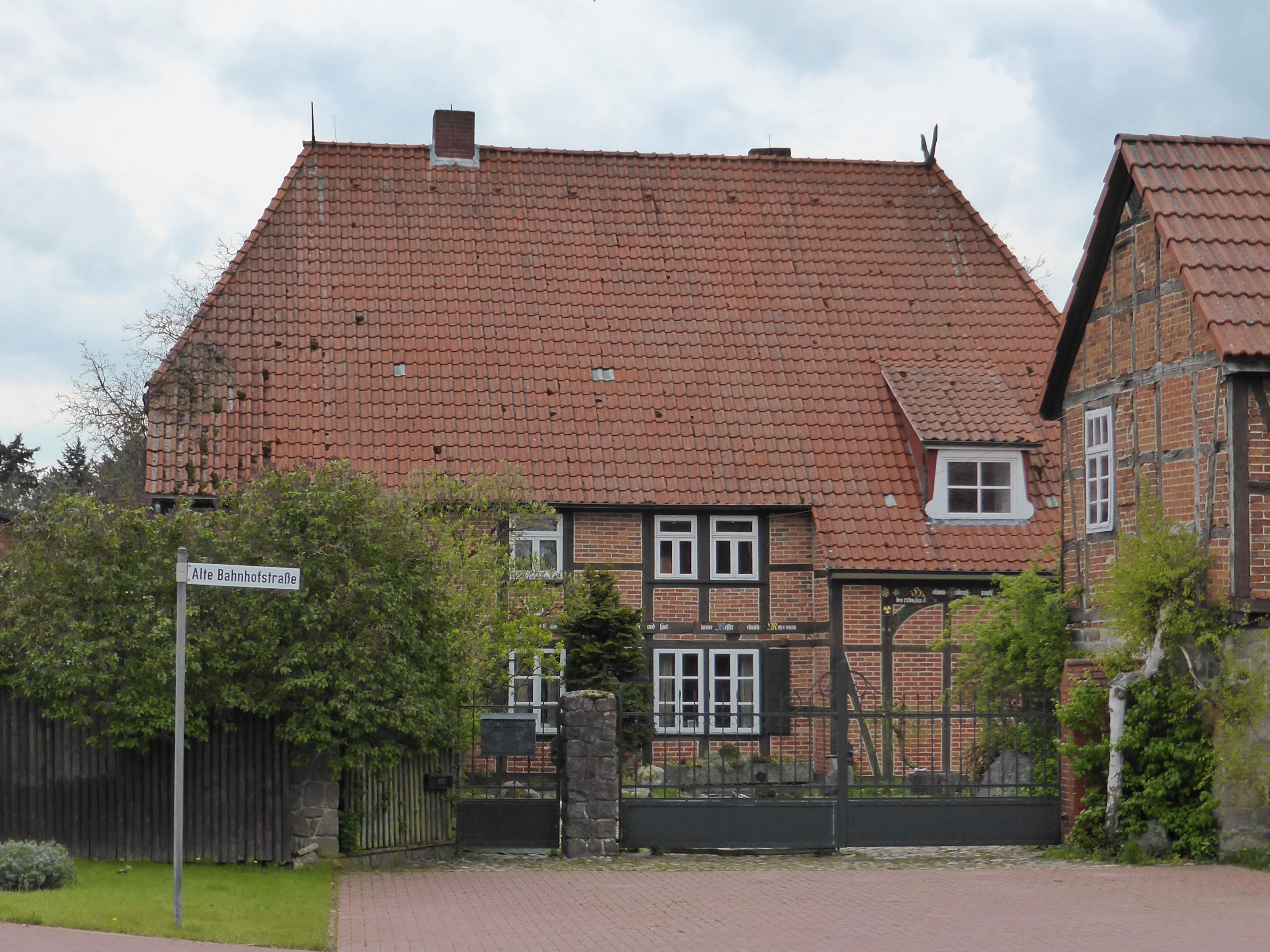
Ehemaliger Gasthof Wienecke, bis 1930 in Betrieb

Die Poststelle II, die im Haus der damaligen Gemischtwarenhandlung untergebracht war und dem Postamt Vorsfelde, später Wolfsburg, zugeordnet war, wurde ebenso wie das Gemischtwarengeschäft geschlossen. Mit der Eingemeindung nach Parsau bekam die Poststelle Croya die postalische Bezeichnung Parsau 2. Die einzige Einkaufsmöglichkeit in Croya ist heute ein Hofladen.
Bereits 1758 wurde in Croya ein Gastwirt Johann Hinrich Wienecke erwähnt. Der Gasthof Wienecke wurde 1930 auf die gegenüberliegende Straßenseite verlegt, wo er zuletzt als Elfi-Klause betrieben wurde. Seit der Schließung dieser Gastwirtschaft besteht in Croya keine Gastronomie mehr.
Von 1884 bis 1965 bestand in Croya eine Stärkefabrik, von 1911 bis 1988 ein Kalksandsteinwerk. Auch die Schmiede besteht nicht mehr.

### Öffentliche Einrichtungen
Croya verfügt über einen Friedhof mit Kapelle und Kriegerdenkmal, aber keine Kirche für Gottesdienste. Croya gehört zum Pfarrbezirk Tülau der evangelisch-lutherischen Kirchengemeinde Brome mit St.-Johannis-Kirche und Spittahaus (Gemeindehaus) in Tülau, in der Evangelisch-lutherischen Landeskirche Hannovers. Evangelisch-lutherische Einwohner von Croya gehören nicht zur Kirchengemeinde Parsau, da diese zur Evangelisch-lutherischen Landeskirche in Braunschweig gehört. Katholiken gehören zur Kirche St. Raphael in Parsau.
Das Dorfgemeinschaftshaus Zum Klönstübchen wurde 1972 neben der ehemaligen Schule errichtet. Die Freiwillige Feuerwehr verfügt über ein 1984 erbautes Feuerwehrhaus, das Vorgängergebäude wurde abgebrochen. Weitere Vereine sind der 2001 gegründete Heimatverein Croya e.V. sowie der Gemischte Chor Harmonie Croya.

### Bildung

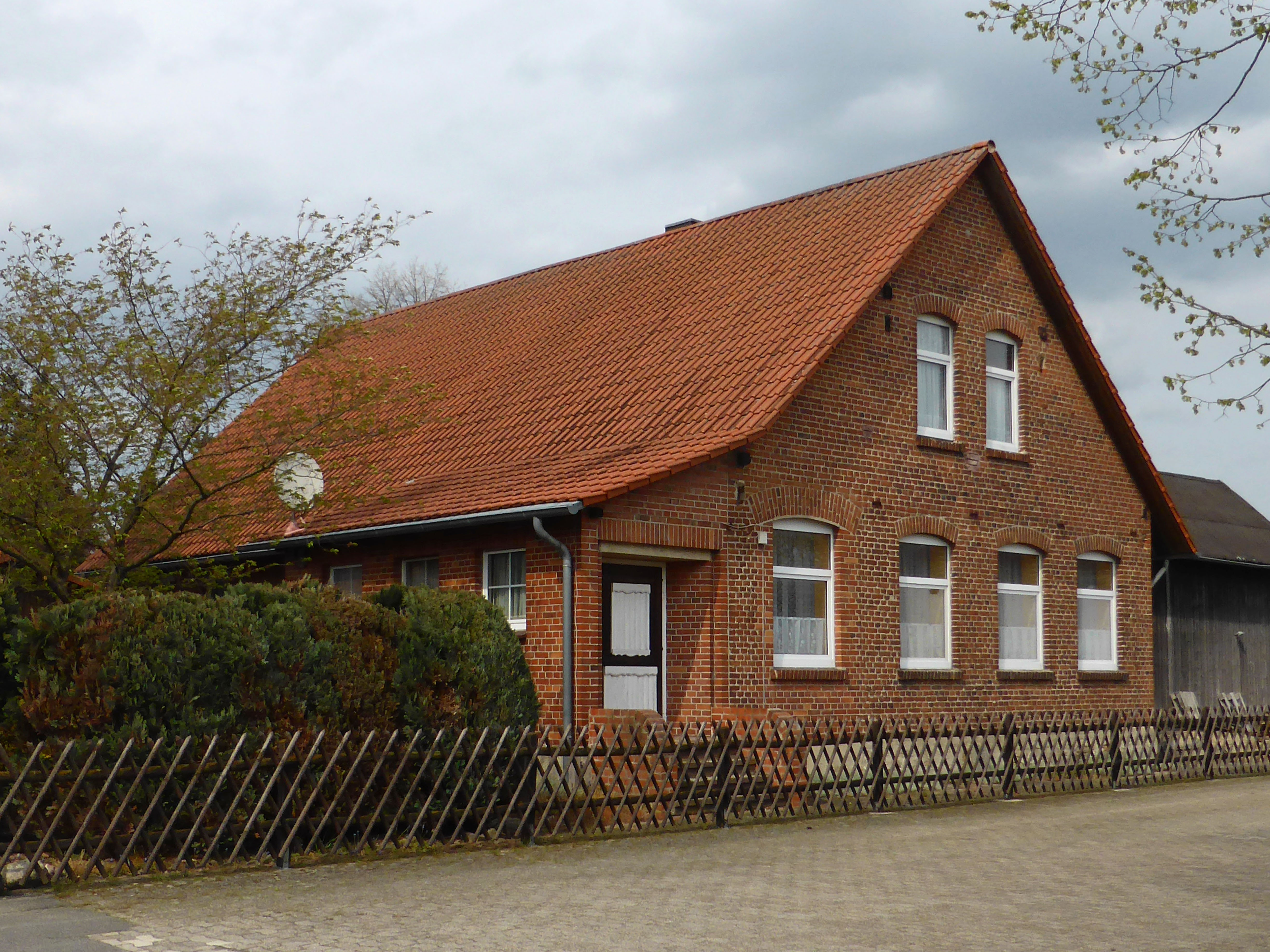
Ehemalige Schule

Bereits 1780 wurde in einer topographischen Landesaufnahme eine Schule in Croya erwähnt. 1908 wurde ein Schulneubau eingeweiht, weil das bisherige Schulgebäude baufällig geworden war. 1972 erfolgte die Schließung der Schule, nachdem in Rühen eine Dörfergemeinschaftsschule erbaut worden war. Der Dachreiter auf dem Dach des Schulgebäudes mit Glocke und Uhr wurde abgebrochen.

### Verkehr

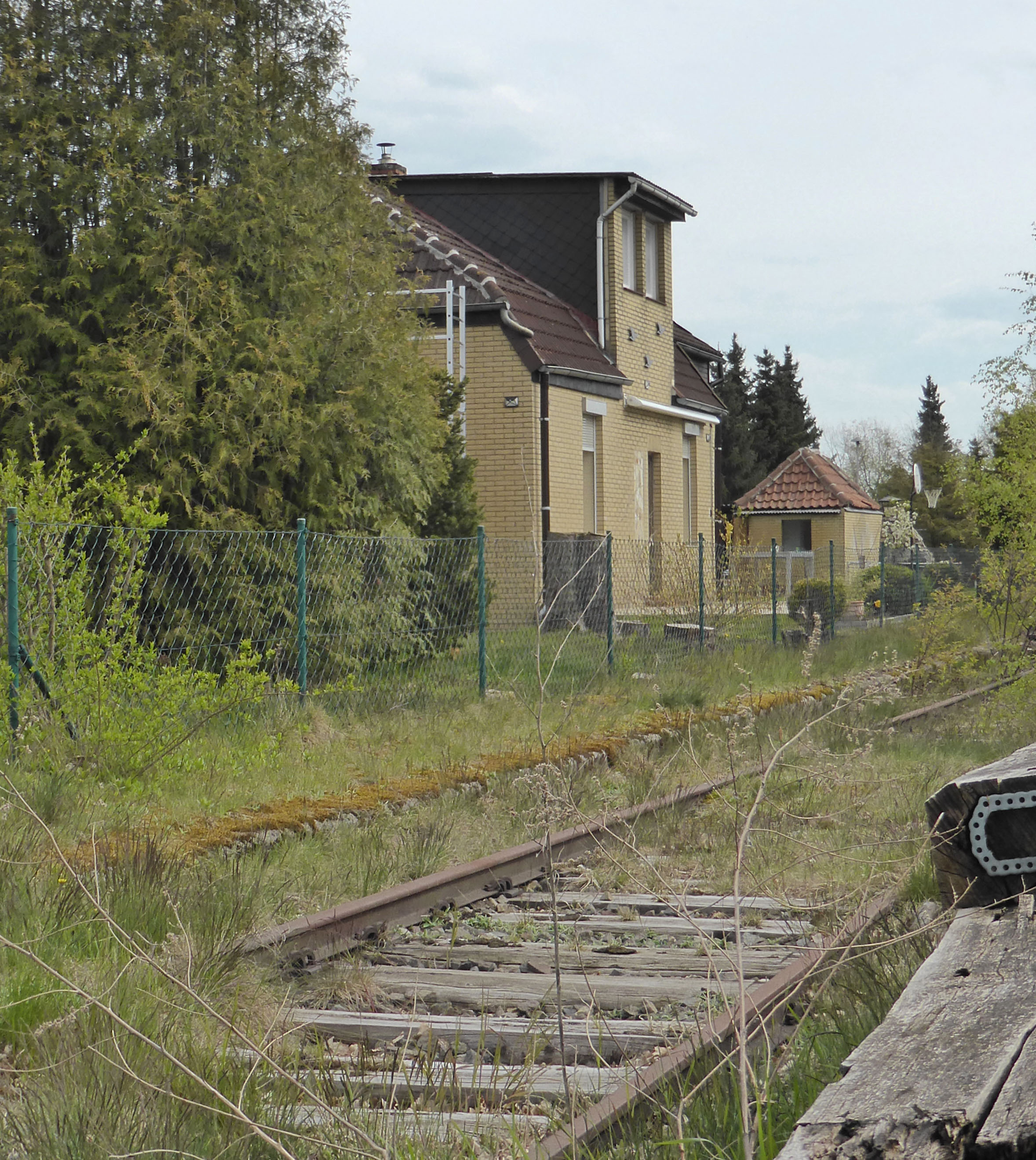
Ehemaliger Bahnhof

#### Straßenverkehr
Die B 244 zweigt westlich von Dedelstorf von der B 4 ab und führt über Wittingen durch Croya, und weiter über Helmstedt bis nach Elbingerode (Harz). Die nächstliegenden Ortschaften an der B 244 sind von Croya aus im Norden Zicherie und im Süden Ahnebeck. Eine Kreisstraße führt von Croya in nordwestlicher Richtung nach Tülau. Die nächstliegende Autobahnanschlussstelle ist Weyhausen in rund 20 Kilometer Entfernung (A 39).
Croya wird im Stundentakt von Bussen der Linie Wolfsburg–Brome bedient. Mit weiteren Buslinien sind von Croya aus auch Beetzendorf, Klötze, Salzwedel und Wittingen sowie im Berufsverkehr das Volkswagenwerk Wolfsburg erreichbar.

#### Eisenbahn
Croya besitzt am nordwestlichen Ortsrand einen geschlossenen Bahnhof sowie stillgelegte Gleisanlagen, die zur am 20. November 1909 eröffneten Kleinbahnstrecke Wittingen–Oebisfelde gehörten. Die ab 1944 von den OHE (Osthannoversche Eisenbahnen) genutzte Strecke kam durch die deutsch-deutsche Grenzziehung auf dem Abschnitt Rühen–Oebisfelde Ende Juni 1945 zum Erliegen. Sie wurde zunächst noch in nördliche Richtung (Wittingen) genutzt. In südlicher Richtung blieb die Strecke noch bis zum Bahnhof Rühen in Betrieb, wo Fahrgäste mit dem Ziel Wolfsburg in Busse umsteigen konnten. Der nächste Bahnhof, Grafhorst, lag bereits in der Sowjetischen Besatzungszone. Am 27. Mai 1974 wurde der Personenverkehr eingestellt. Bis zum 1. April 2004 fand auf der Strecke noch Güterverkehr statt, seit dem 17. Mai 2004 ist die Strecke stillgelegt. Heute sind die nächstliegenden, in Betrieb befindlichen Bahnhöfe Wolfsburg in rund 18 und Oebisfelde in rund 19 Kilometer Entfernung.

## Sonstiges
In Jahrstedt etwa sechs Kilometer nordöstlich von Croya gibt es die Straße „Crojaer Weg“, die Richtung Croya führt, deren Schreibweise aber von der des Ortsnamens abweicht. 